# Делич (район)
Делич (нем. Delitzsch) — бывший район в Германии.
Центр района — город Делич. Район входил в землю Свободное государство Саксония. Подчинён был административному округу Лейпциг. Занимал площадь 851,93 км². Население — 121,4 тыс. чел. (2007). Плотность населения — 142 человек/км².
Официальный код района 14 3 74.
В ходе саксонской коммунальной реформы с 1 августа 2008 года стал частью объединённого района Северная Саксония в составе новообразованного дирекционного округа Лейпциг.
Район подразделялся на 16 общин.

## Города и общины
Города
1. Айленбург (17.319)
2. Бад-Дюбен (8.675)
3. Делич (27.373)
4. Тауха (14.514)
5. Шкойдиц (18.239)

Общины
1. Видемар (2.248)
2. Добершюц (4.425)
3. Йезевиц (3.133)
4. Кростиц (3.951)
5. Лаусиг (4.413)
6. Лёбниц (2.263)
7. Нойкина (2.504)
8. Раквиц (5.290)
9. Цвохау (1.115)
10. Чеплин (3.220)
11. Шёнвёлькау (2.673)

Объединения общин
Управление Кростиц
(30 июня 2007)